# Капустине (Миколаївський район)

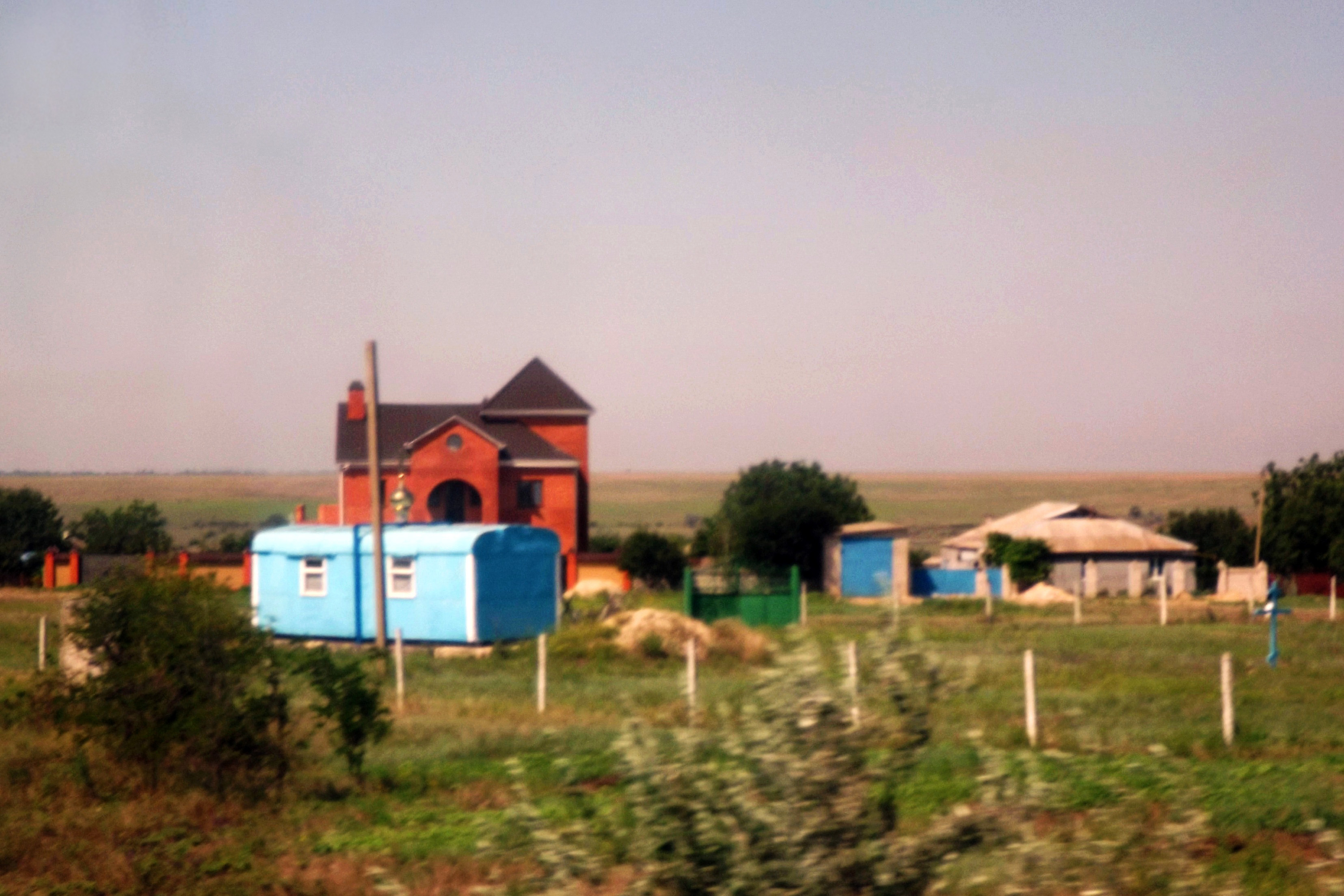
Вигляд на православну церкву у будівельному вагоні

Капустине — селище в Україні, у Мішково-Погорілівській сільській громаді Миколаївського району Миколаївської області. Населення становить 517 осіб.

## Інфраструктура
Селище розташоване на відстані 2 км від Миколаєва на автошляху національного значення Н14.
У Капустиному в будівельному вагоні розміщена православна церква. В селищі існує Капустинський НВК (загальноосвітня школа І ступеня — дошкільний навчальний заклад).

## Населення
Згідно з переписом УРСР 1989 року чисельність наявного населення селища становила 599 осіб, з яких 283 чоловіки та 316 жінок.
За переписом населення України 2001 року в селищі мешкало 515 осіб.

### Мова
Розподіл населення за рідною мовою за даними перепису 2001 року:
| Мова       | Відсоток |
| ---------- | -------- |
| українська | 67,89 %  |
| російська  | 29,98 %  |
| білоруська | 1,16 %   |
| молдовська | 0,97 %   |

## Постаті
- Кучеренко Олександр Миколайович (1982-2014) — старший солдат Збройних сил України, учасник російсько-української війни.